# ستاره افغان

ستارهٔ افغان (به انگلیسی: Afghan star، به پشتو: د افغان ستوری) مسابقهٔ آوازخوانی و کشف استعداد خوانندگی جوانان اهل افغانستان است که از سوی تلویزیون طلوع در افغانستان راه‌اندازی شده‌است. ستارهٔ افغان یکی از برنامه‌های پرآوازهٔ تلویزیون طلوع است؛ جوانان افغانستان با علاقه‌مندی ویژه این برنامهٔ محبوب را از طریق تلویزیون، فیسبوک، یوتیوب و رسانه‌های جمعی دنبال می‌کنند. کانال یوتیوب ستارهٔ افغان پربیننده‌ترین کانال یوتیوب در افغانستان است. طرز انتخاب ستاره‌ها بر حسب نظرات داوران و رأی‌دهی مردم از طریق پیامک و فیسبوک اجرا می‌شود. به ستاره‌ای که مقام اول را می‌گیرد مدال ویژهٔ ستارهٔ افغان اهدا می‌شود. بعضاً شرکت‌هایی که حمایت مالی این برنامه را به‌عهده دارند، جوایزی نیز برای ستاره در نظر می‌گیرند. ستارهٔ افغان یک برنامهٔ موسیقی است، و به همین دلیل قشر مولوی و آخوند از ابتدا تا کنون مخالف آن بوده‌است، اما با آن هم مردم افغانستان با علاقه‌مندی این برنامه را دنبال می‌کنند و آوازخوان‌ها نو این کشور آرزوی شرکت و برنده‌شدن در این برنامه را دارند.
دورهٔ پانزدهم ستارهٔ افغان که در بهار ۱۳۹۹ خورشیدی پایان یافت.
توسط داوران  جشنواره: شکیب مصدق، سیداگل مینا، میرمفتون و در نهایت جایگزین میرمفتون طلامحمد تخاری، داوری این جشنواره را به عهده داشتند.
مقام اول جشنوارهٔ پانزدهم ستارهٔ افغان: فهیم فنا
مقام دوم :مجتبی خاوری

## شکل‌گیری
ستاره برای نخستین بار در سال ۱۳۸۴ ه‍.ش آغاز شد. این برنامه مشابه پاپ آیدل بریتانیا یا نوول استار فرانسه و برنامه‌های مشابهی آن است که اقتباسی نیست و به‌طور مستقل توسط تلویزیون طلوع تولید شده‌است. این برنامه اکنون به یکی از برنامه‌های پرطرفدار در میان خانواده‌های افغانستان و قشر جوان تبدیل شده‌است.

## شکل مسابقه
در مرحلهٔ مقدماتی برگزارکنندگان مسابقه به شهرهای مختلف افغانستان می‌روند. گروهی از داوران مسابقه با محک‌زدن خوانندگان مشتاق که بیشتر جوانانی اواخر دوره نوجوانی و اوایل دهه ۲۰ زندگی شان است، بهترین شرکت کنندگان را از هر شهر انتخاب می‌کنند.
در مرحله بعدی آنها را به دور رای گیری عمومی مسابقه در کابل دعوت می‌کنند جایی که ۱۶۰ شرکت کننده برتر توسط گروه چهار نفره داوران انتخاب می‌شوند.
از میان این افراد طی مرحله بعدی ۲۴ خواننده برتر از میان گروه ۱۶۰ نفری توسط داوران انتخاب می‌شوند و به مرحلهٔ نهایی یا دوازده بهترین راه پیدا می‌کنند.
در مرحلهٔ نهایی در هر قسمت ‌ستاره‌ها به هنرنمایی می‌پردازند و تا هفتهٔ آینده با مراجعه به آرای مردم از طریق اس‌ام‌اس یک نفر از دور مسابقه حذف می‌شود و این روند تا باقی ماندن یک نفر به عنوان ستارهٔ افغان ادامه می‌یابد.
اخیراً می‌توان افزون بر رأی مثبت رأی منفی نیز داد و بینندگان می‌توانند پرسش‌هایی که در ذهنشان دربارهٔ ستاره‌ها ایجاد شده، از همان ستاره بپرسند.

## فصل‌ها

### فصل اول
فصل اول ستارهٔ افغان در سال ۱۳۸۴ خورشیدی برگزار شد. بیش از ۱۰۰۰ امید از سراسر افغانستان گرد هم آمدند تا در جستجوی استعدادها شرکت کنند.  برنده نهایی این فصل شکیب همدرد از کابل بود که اولین آلبوم خود ماشاءالله را در اواخر سال ۲۰۰۷ منتشر کرد.
نتیجه مرحلهٔ نهایی این دوره:
۱. شکیب همدرد شرکت‌کننده از کابل در یکمین دوره به عنوان ستارهٔ افغان برگزیده شد.
۲. عبدالسمیع یوسفزی شرکت‌کننده از هرات مقام دوم را بدست آورد.
۳. سیر ولی‌زاده شرکت‌کننده از کابل مقام سوم این دوره از مسابقات را از آن خود کرد
۴. فرحناز یوسفی، شرکت‌کننده از مزار شریف، مقام بهترین بانوی این دوره را بدست آورد.
در برنامهٔ نهایی یا فینال دور اول منیژه دولت خوانندهٔ سرشناس و پرآوازهٔ تاجیکستان نیز به آوازخوانی و توزیع جوایز پرداخت.

### فصل دوم
فصل دوم ستارهٔ افغان در سال ۱۳۸۵ خورشیدی برگزار شد و داوران به دنبال استعداد ها به شهرهای کابل، مزار شریف هرات، قندهار، جلال‌آباد و پیشاور پاکستان رفتند. شبکه استعدادهای این فصل با افغان‌های مقیم پاکستان و ایران برای مشارکت گسترده شد.
در این دوره نجیب محمودی اشتراک‌کننده‌ای از شهر مزارشریف لقب ستارهٔ افغان را کسب کرد. یکی از علت‌های محبوبیت او شباهت صدایش با احمد ظاهر خوانندهٔ محبوب و پرآوازه افغانستان بود. باربد میوزیک یک قرارداد ضبط با نجیب محمودی به امضا رساند. نا گفته نماند که فصل دوم ستاره افغان موفق تر از اولی بود.
نتیجه مرحلهٔ نهایی این دوره:
۱. نجیب محمودی شرکت‌کننده از مزار شریف
۲. سروش نوا کابل
۳. مهدی افشار شرکت‌کننده از هرات
۴.شریف دیدار(کابل)

### فصل سوم
فصل سوم ستارهٔ افغان در نیمهٔ دوم سال ۱۳۸۶ خورشیدی برگزار شد. در این فصل برعلاوه شهرهای قبلی، داوران در جستجوی استعدادها به شهرهای غزنی و قندز نیز رفتند. در این فصل، ستاره افغان به یکی از پربیننده ترین و مورد بحث ترین برنامه‌های تلویزیونی افغانستان تبدیل شد و به طور منظم در هر قسمت ۱۱ میلیون بیننده را به خود جذب می‌کرد.
ستاره فصل سوم ستاره افغان رفیع نائب زاده بود که دومین برنده از مزار شریف به شمار می‌رفت. حمید سخی‌زاده از کابل نیز عنوان دومی را کسب کرد.
نتیجه مرحلهٔ نهایی این دوره:
۱. رفیع ناب‌زاده شرکت‌کننده از فاریاب
۲. حمید سخی‌زاده شرکت‌کننده از کابل
۳. لیمه سحر شرکت‌کننده از قندهار
۴. خالد خلوت
۵. طاهر شوقی (هراتی) از مهاجران افغان مقیم تهران
۶. امید نظامی
۷. هارون یوسفی

### فصل چهارم
فصل چهارم ستاره افغان در سال ۱۳۸۷ برگزار شد. تغییراتی که در این مرحله در قالب برنامه ایجاد شد، از جمله یک برنامه اسپین آف اضافی بود که هر هفته پخش می‌شد. برندهٔ نهایی مسابقه نوید فروغ از کابل بود و نفرات دوم و سوم به ترتیب مهران گلزار و نوید صابرپور بودند. نفرات چهارم تا دهم به ترتیب حبیب پوپل، فیاض حمید، مصطفی صوفی، امید پارسا.الهه سرور.منصور نظری.فرید نجمی  بودند.

### فصل پنجم
پخش فصل پنجم ستاره افغان در سال ۱۳۸۸ آغاز شد.  انتخاب استعداد ها از تمام شهرهایی که در فصول گذشته بازدید شده بودند انجام شد. نذیر خارا و مونسه شیرزاده حسن (اولین و تنها داور زن در آن زمان) به هیئت داوران این فصل بازنگشتند.  در عوض احمد فانوس داور جدید شد. پنجمین دوره از این مسابقه با پیروزی نهایی ولی سازش دانش‌آموزی از هرات به پایان رسید. رتبه دوم به حبیب الله شباب‌ و رتبه سوم به عبدالله میلاد کبیری رسید.

### فصل اول ابر ستاره
یک نسخه اسپین‌آف ویژه، به نام "ابرستاره"، اولین فصل ابرستاره ستاره افغان بود که در سال ۱۳۸۹ پخش شد. این فصل فقط به رقابت بین ستاره‌ها و نایب ستاره‌های پنج فصل‌ قبلی ستاره افغان می‌پردازد تا ابرستاره نهایی معلوم گردد. خواننده‌ای که به مقام اول این فصل دست یابد تاج "ابرستاره" تمام ستارگان افغانستان را به خود اختصاص خواهد ‌داد.
هدایت شرکت کنندگان این فصل بر عهده دو داور به نام‌های احمد فانوس و نذیر خارا بود که هر کدام ۶ خواننده در تیم خود داشتند. ابرستاره این فصل سیر ولی زاده از تیم احمد فانوس از فصل اول ستاره افغان بود. مقام دوم به شریف دیدار از تیم نذیر خارا از فصل دوم ستاره افغان رسید.

### فصل ششم
این دوره در نیمهٔ دوم سال ۱۳۸۹ آغاز شد و برندهٔ نهایی این دوره امید الطاف بود که برندهٔ جایزهٔ یک خودرو از شرکت نیسان شد.

### فصل هفتم
رضا رضایی برندهٔ نهایی این دوره از مسابقات ستارهٔ افغان بود که نفرات بعدی به ترتیب متین الکوزای و الماس فراهی بودند. در این دوره به نفر اول مسابقه یک دستگاه خودروی تویوتا کرولا و به دو نفر بعدی دو دستگاه موتورسیکلت هدیه داده‌شد.

### فصل هشتم
در این دوره که در سال ۱۳۹۱ برگزار شد، اختلاف نظر زیادی میان داوران مسابقه بود که در نهایت ساجید حسین جنتی، هارون اندشوار و جمشید سخی به‌ترتیب نفرات برنده اول تا سوم مسابقه بودند.

### فصل نهم
این دوره در نیمهٔ دوم سال ۱۳۹۲ برگزارشد. ستارهٔ این دوره ربيع الله بهزاد بود و برندگان بعدی به ترتیب نایب نایاب و آرش بارز بودند.

### فصل دهم
دهمین دوره از مسابقه در آبان‌ماه سال ۱۳۹۳ برگزار شد و در اسفندماه همان سال به پایان رسید که برندگان این دوره به‌ترتیب علی ساقی، پنج‌شنبه مفتون و الیاس ایثار بودند.

### فصل دوم ابر ستاره
فصل دوم اسپین آف ابرستاره در سال ۱۳۹۴ آغاز شد. این فصل توسط آرش بارز میزبانی شد و در مجموع ۱۲ ستاره و نایب ستاره از ۱۰ فصل قبل حضور داشتند.‌ قالب نمایش شبیه یک نمایش رزمی با دو مربی عبید جوینده و قیس الفت بود. هر داور ۶ خواننده در تیم خود داشت. در بین ۶ تیم برتر هیچ تیمی وجود نداشت و وحید کاظمی داور جدید وارد میدان شد. همچنین این دو داور شدند.
برنده فصل امید پارسا از فصل چهارم ستاره افغان بود. مقام دوم به الیاس ایثار از فصل اخیر ستاره افغان (فصل ۱۰) رسید. هر دو فینالیست از تیم عبید جوینده بودند. جایزه برنده یک ماشین شورلت جدید و یک آلبوم صوتی ضبط شده با باربد موزیک و همچنین دو موزیک ویدیو در همان استودیو بود.

### فصل یازدهم
یازدهمین دوره در آبان‌ماه سال ۱۳۹۴ برگزار شد درحالی‌که دو اتفاق نو نسبت به دوره‌های پیشین اتفاق افتاده بود؛ نخستین اتفاق نو این بود که بخشی از مسابقه در خارج از افغانستان و در استرالیا برگزار شد و دومین اتفاق نو، حضور یک خوانندهٔ رپ به‌نام زیبا حمیدی در مسابقه برای نخستین بار بود. برندگان این دوره به ترتیب حبیب‌الله فانى از مزارشریف، اشکان عرب از هرات و راشد آریا بودند.

### فصل دوازدهم
فصل دوازدهم ستاره در سال ۱۳۹۵ آغاز شد. داوران همان داوران فصل یازدهم‌ بودند. مجری فصل هشتم تا یازدهم، مصطفی عزیزیار، جایگزین امید نظامی شد که آخرین بار در فصل هفتم مجری برنامه بود.
شور و هیجان این فصل نسبت به فصل‌های قبلی بیشتر بود و بیشتر خوانندگان استعداد خاص خودشان را داشتند. مانند سید جمال مبارز بهترین خواننده رپ، خلیل یوسفی خواننده با ۱۵ سال سابقه، شقایق رویا، شرکت کننده افغان مقیم ایران، بابک محمدی بهترین خواننده سبک محلی و همچنین بسیاری دیگر.
به شرکت کنندگانی که به ۳ نفر برتر راه یافتند، جوایز سفر به آلماتی قزاقستان اهدا شد که سید جمال مبارز، زلاله هاشمی و بابک محمدی بودند. به برنده یک موتور سیکلت پامیر اهدا شد. برای اولین بار از زمان شروع این برنامه، یک شرکت کننده زن، زلاله هاشمی به مقام دوم این فصل رسید. این یک رکورد بود که یک زن در این برنامه ساخته بود و رکورد قبلی را که لیمه سحر در فصل ۳ در اختیار داشت شکست. اما این رکورد نیز با ستاره شدن زهرا الهام در فصل چهاردهم به عنوان اولین ستاره زن افغان شکستانده شد.
همچنین برای اولین بار در تاریخ این برنامه، یک خواننده رپ (سید جمال مبارز) موفق شد به فینال راه یابد و با نمایش که در هر هفته داشت توسط داوران مورد تحسین قرار می گرفت. تمام ۱۲ آهنگ جمال مبارز در ۱۲ مرحله آخر این برنامه در جمع ۱۲ آهنگ برتر فصل دوازدهم ستاره افغان رسید.
همانطور که در فصول گذشته مرسوم بود، فینال بزرگ در روز نوروز، در ۲۱ مارس ۲۰۱۷ میزبانی شد. سید جمال مبارز به عنوان اولین رپپر ستاره دور دوازدهم افغانستان گردید. زلاله هاشمی نیز به مقام دوم دست یافت. مبارز پس از اعلام شدن به عنوان ستاره، به دلیل حضور یک زن در این فصل تا نایب قهرمانی و همچنین احترام به زنان افغانستان، با توجه به خطرات و سختی هایی که هر روز در کشور با آن روبرو هستند، تندیس خود را را به زلاله هاشمی اهدا کرد.

### فصل سیزدهم
فصل سیزدهم در سال ۱۳۹۶ آغاز شد‌. این دور ستارهٔ افغان در آغاز با مشکلات زیادی روبرو شد. داوران ستارهٔ افغان به نسبت امنیت بد به شهر جلال آباد رفته نتوانستند. در هرات نیز آخوندها و ملاها تظاهراتی را برای جلوگیری از برگزاری این برنامه به راه انداخته بودند. با همهٔ این مشکلات بازهم ستارهٔ افغان توانست استعدادهای خوبی را از سراسر افغانستان جمع‌آوری کند. از ستاره‌های مشهور این دور می‌توان از مصطفی هنرجو و منصور جلال نام برد. در این برنامه هیچ نماینده‌ای از طبقهٔ اناث نبود. در مرحلهٔ نهایی این برنامه که به‌طور زنده از تلویزیون طلوع به پخش می‌رسید مصطفی هنرجو با کسب بیشترین رأی عنوان ستارهٔ افغان را از آن خود کرد.

### فصل چهاردهم
فصل چهاردهم ستاره افغان تاریخی بود. یک گروه متنوع متشکل از دوازده هنرمند با استعداد از سراسر افغانستان پس از داوری توسط میر مفتون، قیس الفت و سیدا گل مینا به این دور راه یافتند. در این فصل، از دوازده شرکت کننده، دو نفر از آنها زن بودند. صدیقه مددگار از کابل و زهرا الهام از غزنی دو تن از خوانندگان زن این فصل بودند.
چهاردهمین دورهٔ ستارهٔ افغان تنها در شهر کابل در سال ۱۳۹۷ آغاز به کشف استعدادها کرد و عبدالسلام مفتون در جایگاه چهارم قرار گرفت و زهرا الهام، فیروز فاضل و وسیم انوری به دور سه بهترین راه یافتند که از این میان فیروز فاضل جایگاه سوم را بدست آورد و برای نخستین‌بار یک زن یعنی زهرا الهام جایگاه نخست را به دست آورد و تاریخ‌ساز شد.
فرمت کلی فصل این بود که شرکت کننده با اکثریت آرای مردم در نمایش به جلو منتقل می شود.  صدیق مددگار تا دور هفتم نمایش پیش رفت. در این فصل وسیم انوری، فیروز فاضل و زهرا الهام به سه بهترین راه یافتند.
در طول تاریخ ستاره افغان که در ۱۴ سال گذشته است، همه برندگان مرد بودند. بنابراین، این فصل برای اولین بار بود که یک زن هجده ساله به نام زهرا الهام ستاره این مسابقه شد. الهام اکثریت آرای مردم در داخل و خارج از کشور را به دست آورد.  علاوه بر این، او از قومیت هزاره است که در افغانستان یک اقلیت محسوب می‌شود.  زادگاه او، غزنی، در ماه اوت ۲۰۱۸ توسط طالبان محاصره شد و هزاران هزاره را آواره کرد. او همچنین یک فعال برای حقوق زنان بوده است، در حالی که برخی از مردان افغان و طالبان مخالف شرکت زنان در مسابقات آواز و رقص هستند. او در طول برنامه به آن مردان اشاره کرد و از مردم خواست به او رای دهند تا مانند سیلی به صورت مردان حسود و مخالف آزادی زنان بزند. ماموریت او شکستن رکوردهای برندگان مرد بود. زهرا در مصاحبه خود با تلویزیون الجزیره اشاره می‌کند که پدر و مادرش هر دو از رویای او برای تبدیل شدن به یک خواننده پاپ حمایت کردند. این روایت برخلاف بسیاری از داستان‌های مربوط به دختران افغانی است که آزادی یا حق انجام کاری را که دوست دارند ندارند. موفقیت او با کسب اکثریت آرای مردم نشان می‌دهد که مردم افغانستان از مشارکت زنان در ستاره افغان حمایت می کنند. او موفقیت خود را مدیون تمام زنان افغانستان می داند و می گوید: "خیلی خوشحالم که حتی کلماتی برای بیان احساساتم پیدا نمی کنم... امروز نماینده همه دختران افغانستان هستم. امروز نه تنها زهرا الهام بلکه همه  دختران در افغانستان پیروز شده اند.»

### فصل پانزدهم
فصل پانزدهم ستاره افغان با داوری سیداگل مینا، میر مفتون بانو هنگامه و شکیب مصدق در سال ۱۳۹۸ آغاز گردید. این فصل با حضور فهیم فنا بود. او اولین شرکت کننده در ژانر قوالی در تاریخ افغانستان بود و در نهایت این فصل توسط او برنده شد و مجتبی خاوری مقام دوم را به دست آورد.

### فصل سوم ابر ستاره
فصل سوم اسپین آف ابرستاره قرار بود در سال ۱۳۹۹ پخش شود، اما به دلیل همه گیر شدن کووید-۱۹، این فصل در سال ۱۴۰۰ موکول شد. مجری این فصل مصطفی عزیزیار بود. این به رقابت بین ۱۰ ستاره و نایب ستاره پنج فصل قبلی می پرداخت.
قالب نمایش شبیه یک نمایش رزمی با دو مربی آریانا سعید و قیس الفت بود. هر مربی ۵ شرکت کننده در تیم خود داشت. ویژگی جدیدی در این فصل به نام Golden Buzzer معرفی شد که به مربیان این قدرت را می داد تا یکی از شرکت کنندگان مورد علاقه خود را از حذف دور نگه دارند. آریانا سعید از آن برای خلیل یوسفی استفاده کرد که او برای رده سوم حذف شد، در حالی که شانس Buzzer قیس الفت تا پایان بلا استفاده ماند.
این فصل جنجال‌های زیادی داشت، دعوا بین دو مسابقه دهنده محبوب، فهیم فنا و جمال مبارز بود و آریانا سعید مربی جمال مبارز نیز درگیر حرف هایی شد. همه این اتفاقات باعث شد تا فهیم فنا تنها چند هفته مانده به فینال این فصل را ترک کند.
دو فینالیست منصور جلال (تیم قیس) و جمال مبارز (تیم آریانا) بودند که در پایان فصل جمال مبارز به عنوان تاج ابرستاره تمام ستاره‌های افغانستان در ۱۵ سال اخیر رسید.

## آمار
| فصل | سال  | ستاره          | نایب ستاره       | داوران                                                                               | میزبان                     | خوش چانس            | منبع. |
| --- | ---- | -------------- | ---------------- | ------------------------------------------------------------------------------------ | -------------------------- | ------------------- | ----- |
| ۱   | ۱۳۸۴ | شکیب همدرد     | عبدالسامی یوسفزی | توریالی تپش، حنیف همگام، جلیل سدید                                                   | داود صدیقی                 |                     |       |
| ۲   | ۱۳۸۵ | نجیب محمودی    | سروش نوا         | استاد گلزمان، بانو مونسه، جلیل سدید                                                  | داود صدیقی                 |                     |       |
| ۳   | ۱۳۸۶ | رفیع نایب‌زاده  | حمید سخی‌زاده     | استاد گلزمان، نذیر خارا، بانو مونسه، بریالی ولی                                      | داود صدیقی                 |                     |       |
| ۴   | ۱۳۸۷ | نوید فروغ      | مهران گلزار      | استاد گلزمان، قاسم رامشگر، بانو مونسه                                                | امید نظامی                 | مهران گلزار         |       |
| ۵   | ۱۳۸۸ | ولی سازش       | حبیب‌الله شباب    | استاد گلزمان، قاسم رامشگر، احمد فانوس                                                | امید نظامی                 | عبدالله میلاد کبیری |       |
| ۶   | ۱۳۸۹ | امید الطاف     | منیجر شادمان     | استاد گلزمان، قاسم رامشگر، نذیر خارا                                                 | امید نظامی                 | سراج پوپل           |       |
| ۷   | ۱۳۹۰ | رضا رضایی      | متین الکوزای     | قاسم رامشگر، احمدولی فتح‌علی خان وجیهه رستگار، استاد آرمان                            | امید نظامی و مژده جمالزاده | الماس فراهی         |       |
| ۸   | ۱۳۹۱ | ساجد حسین جنتی | هارون اندیشور    | قاسم رامشگر، احمدولی فتح‌علی خان، شهلا زلاند، جواد غازی‌یار                            | مصطفی عزیزیار              | ساجد حسین جنتی      |       |
| ۹   | ۱۳۹۲ | ربیع‌الله بهزاد | نایب نایاب       | قاسم رامشگر، احمدولی فتح‌علی خان، شهلا زلاند، طاهر شباب                               | مصطفی عزیزیار              | آناهیتا الفت        |       |
| ۱۰  | ۱۳۹۳ | علی ساقی       | پنجشنبه مفتون    | قاسم رامشگر، شریف غزل، شهلا زلاند، استاد شادکام                                      | مصطفی عزیزیار              | الیاس ایثار         |       |
| ۱۱  | ۱۳۹۴ | حبیب‌الله فانی  | اشکان عرب        | آریانا سعید، عبید جوینده قیس الفت، سیداگل مینا                                       | مصطفی عزیزیار              | حبیب‌الله فانی       |       |
| ۱۲  | ۱۳۹۵ | جمال مبارز     | زلاله هاشمی      | آریانا سعید، عبید جوینده قیس الفت، سیداگل مینا                                       | امید نظامی                 | بابک محمدی          |       |
| ۱۳  | ۱۳۹۶ | مصطفی هنرجو    | منصور جلال       | شهلا زلاند، عبید جوینده، قیس الفت، سیداگل مینا                                       | مصطفی عزیزیار              | رشاد نهیب           |       |
| ۱۴  | ۱۳۹۷ | زهرا الهام     | وسیم انوری       | آریانا سعید، قیس الفت، سیداگل مینا، میر مفتون                                        | مصطفی عزیزیار              | فیروز فاضل          |       |
| ۱۵  | ۱۳۹۸ | فهیم فنا       | مجتبی خاوری      | هنگامه، شکیب مصدق، سیداگل مینا، میر مفتون و (طلامحمد تخاری که با میر مفتون تبدیل شد) | مصطفی عزیزیار              | شکیب غوسی           |       |

## مجریان
- امید نظامی
- مصطفی عزیزیار
- حسام فرزان
- احمد پوپل

## داوران
- آریانا سعید و گاهی شهلا زلاند
- قَیس اُلفت
- سَیدا گل مینا
- عبید جوینده

## برآیندها
این مسابقه تا حدود زیادی توانسته‌است در معرفی چهره‌های نو موسیقی کامیاب باشد. تعدادی از شرکت‌کننده‌های این مسابقه همانند آرش بارز، شکیب همدرد و نجیب محمودی توانستند کار خوانندگی را ادامه دهند و آلبوم‌هایی را ارائه دهند. در مقابل بسیاری نیز همانند سمیع یوسفزی که در نخستین دورهٔ این مسابقه رتبهٔ دوم را بدست آورده بود چندان فعالیت هنری‌ای نداشتند. به‌جز فریده ترانه سایر بانوان شرکت‌کننده نیز چندان درخششی در فعالیت حرفه‌ای نداشتند.

## ستارهٔ افغان و منتقدان آن
از پروسهٔ انتخاب و شایستگی واقعی ستاره انتقادهای نیز وجود دارد.
ستارهٔ افغان با وجود اینکه علاقمندان فراوان در سراسر افغانستان دارد، منتقدان سرسخت نیز در میان جامعهٔ افغانی دارد؛ بزرگ‌ترین منتقدان برنامهٔ ستارهٔ افغان آگاهان دینی، مولوی‌ها، آخوند‌ها و ملاها می‌باشد. مولوی‌ها به کنایه از ستارهٔ افغان به ستارهٔ شیطان یاد می‌کنند، که منظورشان از شیطانی بودن این برنامه است، یعنی این برنامه مخالف صریح آیات قرآن و سنت نبوی است، اما جوانان با اتکا به جنایات عظیمی که توسط مجاهدین و ملاها در دهه‌های اخیر در کشور صورت گرفته است به امر و نهی های مولوی ها و ملا ها توجهی نمیکنند.